# Brebis Bleaney
Brebis Bleaney (* 6. Juni 1915 in London; † 4. November 2006 in Oxford) war ein britischer Physiker, der sich mit experimenteller Festkörperphysik befasste.
Bleaney hatte einen englischen Vater und eine dänische Mutter. Er besuchte mit einem Stipendium die Westminster City School und studierte ab 1934 am St. John’s College der Universität Oxford, wo er 1937 seinen Abschluss mit Bestnoten machte und 1939 bei Francis Simon promoviert wurde. Im Zweiten Weltkrieg arbeitete er an der Entwicklung von Klystrons für Radar. Die dabei erlernten Techniken wandte er nach dem Zweiten Weltkrieg in der Physik an, speziell beim Studium magnetischer Eigenschaften von Festkörpern. Er entwickelte die Elektronenspinresonanz-Methode (ESR), die unabhängig schon 1944 in der Sowjetunion (Jewgeni Konstantinowitsch Sawoiski) eingeführt wurde, was Bleaney aber nicht bekannt war.
Die ersten Experimente zeigten noch eine breite Dämpfung durch Wechselwirkung der Elektronen mit dem Kristall (was durch Übergang zu tiefen Temperaturen kontrolliert werden konnte) und Wechselwirkung der magnetischen Momente der Elektronen untereinander, was durch "Verdünnung" mit nichtmagnetischen Ionen unterdrückt werden konnte. Die ersten Experimente mit Roger Penrose und Betty Plumpton (der späteren Ehefrau von Bleaney) zeigten 1949 die Hyperfeinstruktur-Wechselwirkung der magnetischen Momente der Elektronen mit denen der Kerne.
Er wandte die ESR Technik in der Folge auf eine Vielzahl von Materialien an und arbeitete in der Interpretation der Experimente mit Theoretikern aus der Gruppe von Maurice Pryce zusammen, insbesondere Anatole Abragam.
1957 bis 1977 leitete er das Clarendon Laboratory. Da er sich mehr der Forschung und weniger Verwaltungsaufgaben widmen wollte, gab er die Leitung 1977 ab. 1978 wurde er in die American Academy of Arts and Sciences gewählt.
1984 erhielt er den Holweck-Preis. Er war Fellow der Royal Society (1950) und korrespondierendes Mitglied der Académie des sciences (1974). 1964 wurde er CBE.
Er war verheiratet mit der Physikerin Betty Plumpton und hatte zwei Kinder.

## Schriften
- B. Bleaney, K.W.H. Stevens: Paramagnetic Resonance, Rep. Prog. Phys., Band 16, 1953, S. 108.
- Abragam, Bleaney Electron Paramagnetic Resonance in Transition Ions, Clarendon Press, Oxford 1970, 2012
- Betty Isabelle Bleaney, Brebis Bleaney Electricity and Magnetism, Oxford University Press, 3. Auflage 1976 (zuerst Clarendon Press 1957)